# بيري (مقاطعة كلاردشت)
بيري (بالفارسية: بیری) هي قرية تقع في قسم بيرون‌بشم الريفي (مقاطعة كلاردشت) في إيران.